# Fort de Loncin
 (août 2014).
Si vous disposez d'ouvrages ou d'articles de référence ou si vous connaissez des sites web de qualité traitant du thème abordé ici, merci de compléter l'article en donnant les références utiles à sa vérifiabilité et en les liant à la section « Notes et références ».
Pour un article plus général, voir Sites funéraires et mémoriels de la Première Guerre mondiale (Front Ouest).

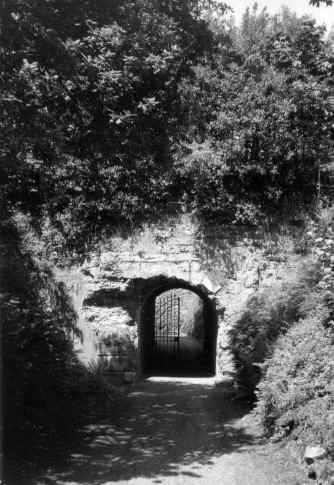
L'entrée du fort, avant les travaux de rénovation de 2007

Le fort de Loncin est l'un des douze forts établis pour la défense de Liège, en Belgique. Il fut construit entre 1888 et 1891 d'après les plans du général Henri Alexis Brialmont. Contrairement aux ouvrages français de l'époque (voir Séré de Rivières), le fort a été construit presque exclusivement en béton (non armé), matériau largement méconnu.
Il fut détruit au début de la Première Guerre mondiale par un tir d'obus engendrant une puissante explosion. La grande majorité des défenseurs ayant été enfoui sous les décombres, le fort est rapidement devenu une nécropole militaire. À la faveur royale, il fut même élevé au rang de nécropole nationale, le 3 août 2014 par le roi Philippe.
En septembre 2023, il est inscrit sur la liste du patrimoine mondial de l'UNESCO avec plus d'une centaine d'autres sites funéraires et mémoriels de la Première Guerre mondiale (Front Ouest).

## Architecture et situation
Le fort a la forme d'un triangle isocèle dont la base fait 300 mètres environ (les côtés font 235 m de long). Un fossé sec de 6 mètres de profondeur et de 8 mètres de largeur entoure le centre de l'ouvrage, appelé massif central, où est concentré l'armement principal et le phare longue portée, intégralement protégés par des coupoles cuirassées (10 coupoles au total). Les fossés, tout comme l'entrée principale, étaient battus en enfilade par des petits canons de 57 mm placés sous casemates (aussi appelés « coffres »). Le coffre de tête, à la pointe du triangle, comporte deux niveaux ; cela permettait de poursuivre la défense en cas d'obstruction des embrasures du premier niveau. Chaque coffre était équipé d'une embrasure supplémentaire pour accueillir un projecteur. En cas d'assaut ennemi, il restait la possibilité à la garnison du fort d'effectuer des sorties d'infanterie sur le terre-plein entourant le massif central. Le débouché d'infanterie de Loncin a cependant été détruit lors de l'explosion du fort (une des grilles qui en fermaient l'accès a été retrouvée en 2006).
Le fort est situé à environ 7 kilomètres à l'ouest du centre-ville de Liège, en direction de Bruxelles et Tongres. La garnison, qui comprenait un détachement d'infanterie, se composait de 500 hommes environ.
Il est curieux d'observer que la plupart des locaux essentiels à la vie des hommes (latrines, douches, cuisine, boulangerie, morgue) étaient placés dans la contrescarpe du fossé de gorge, alors que le massif central (comprenant l'armement principal du fort) était situé à l'escarpe. Et pour des raisons budgétaires, on ne creusa pas de tunnel afin de relier les deux parties du fossé, si bien que la contrescarpe devenait inaccessible dès les premiers bombardements.

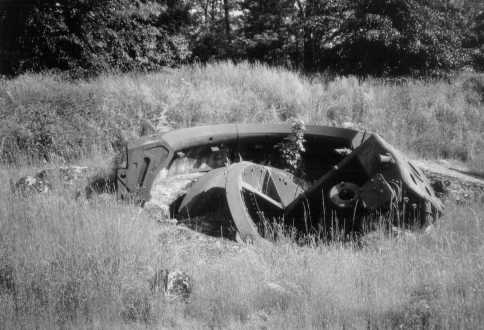
Un des obusiers détruits

## Armement du fort
- deux coupoles à un obusier de 21 cm
- une coupole à deux canons de 15 cm
- deux coupoles à deux canons de 12 cm
- quatre coupoles à un canon de 5,7 cm
- une coupole d'observation pour le phare électrique longue portée
- neuf canons à tir rapide de 5,7 cm sous casemates pour la défense des fossés et de la poterne

Les grosses pièces sortaient toutes des usines allemandes Krupp Ag d'Essen, tandis que les cuirassements avaient été réalisés par des usines belges (forges de Cockerill), françaises (Ateliers du Creusot) et allemandes (Usine Gruson).
Le phare électrique, équipé de clapets, pouvait servir à communiquer en morse avec les forts voisins de Lantin et de Hollogne.

## La Première Guerre mondiale

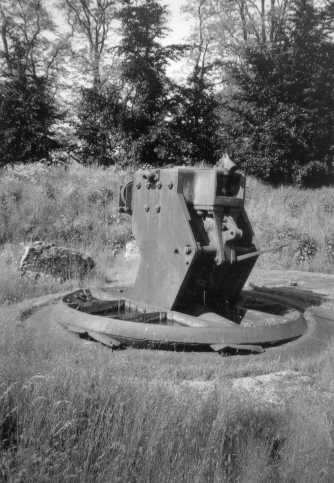
Le second obusier détruit

En 1914, le fort de Loncin, commandé par Victor Naessens, fut parmi les derniers forts de Liège à subir les bombardements allemands. Le gouverneur de la place de Liège, le général Leman, en avait fait son quartier général dès le 6 août. Loncin fut bombardé massivement à revers, depuis le centre-ville, pendant trois jours, du 12 au 15 août. Le 15 août 1914, un des deux magasins à poudre du fort, qui contenait encore 12 tonnes de poudre, explosa. Cette explosion détruisit le cœur du fort, tuant 350 de ses 550 soldats de garnison. La plupart des corps reposent encore sous les décombres du fort, devenu un lieu de mémoire doublé d'un musée. C'est le seul fort de la position fortifiée de Liège qui ne se soit pas rendu. Le général Leman échappa miraculeusement à la mort (il fut retrouvé inconscient dans le fossé de gorge et fait prisonnier par les Allemands).
La destruction du fort de Loncin fut immédiatement exploitée par la propagande allemande, précipitant la reddition des deux derniers forts de la position fortifiée de Liège, (Flémalle et Hollogne). La propagande fit beaucoup pour mettre en place le mythe des Grosses Bertha (énormes mortiers de calibre de 42 cm) qui tirèrent sur le fort de Loncin. La Grosse Bertha, l'arme secrète ultime de l'armée allemande en 1914, est rapidement devenue le canon le plus célèbre de l'histoire.

## Les conséquences pour l'assurance allemande
La puissance des Grosses Bertha, et leurs terribles ravages, furent pour beaucoup dans la croyance des Allemands en leur capacité de fabriquer des armes miracles, supérieures à celles de leurs adversaires. Le calibre et le nom de celles-ci sont d'ailleurs pratiquement devenu synonymes. Cette foi en la technique perdurera pendant les deux guerres mondiales, jusqu'à et y compris avec l'avènement des V2.[réf. nécessaire]

## Les enseignements de la destruction pour les Belges
La raison principale de la destruction du fort de Loncin fut le fait que les chambres de munitions avaient été placées trop près de la surface. Des maladresses dans les constructions en béton ont par ailleurs été commises, le matériau étant encore mal maîtrisé. Il fut remédié à ces deux failles lors du réarmement de certains forts (Loncin n'en faisait pas partie) et de la construction de quatre nouveaux forts, dont le plus grand jamais construit au moment de sa construction, le Fort d'Ében-Émael placé à la frontière entre la Belgique et le Hollande, face au canal Albert.

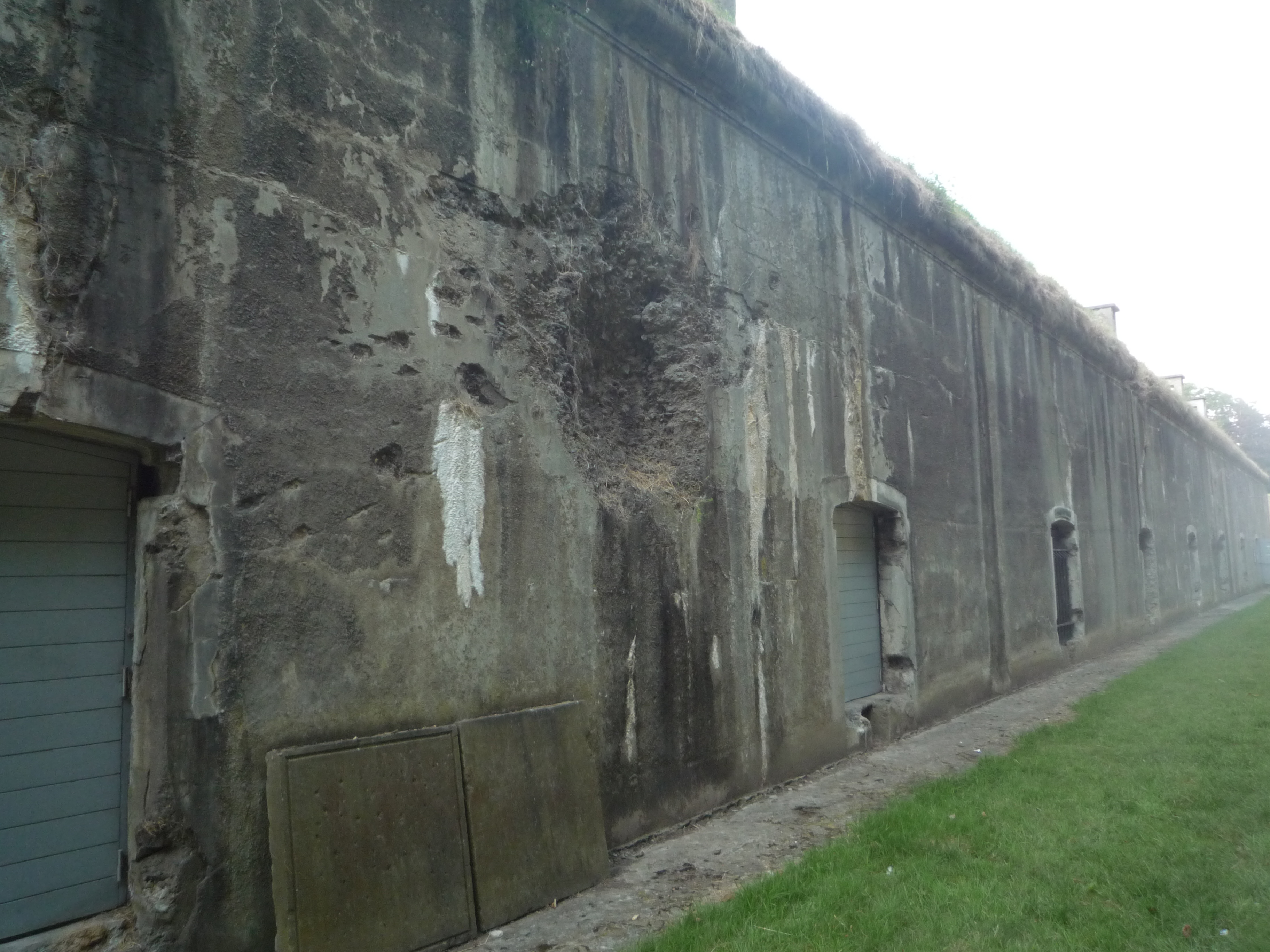
Mur criblé
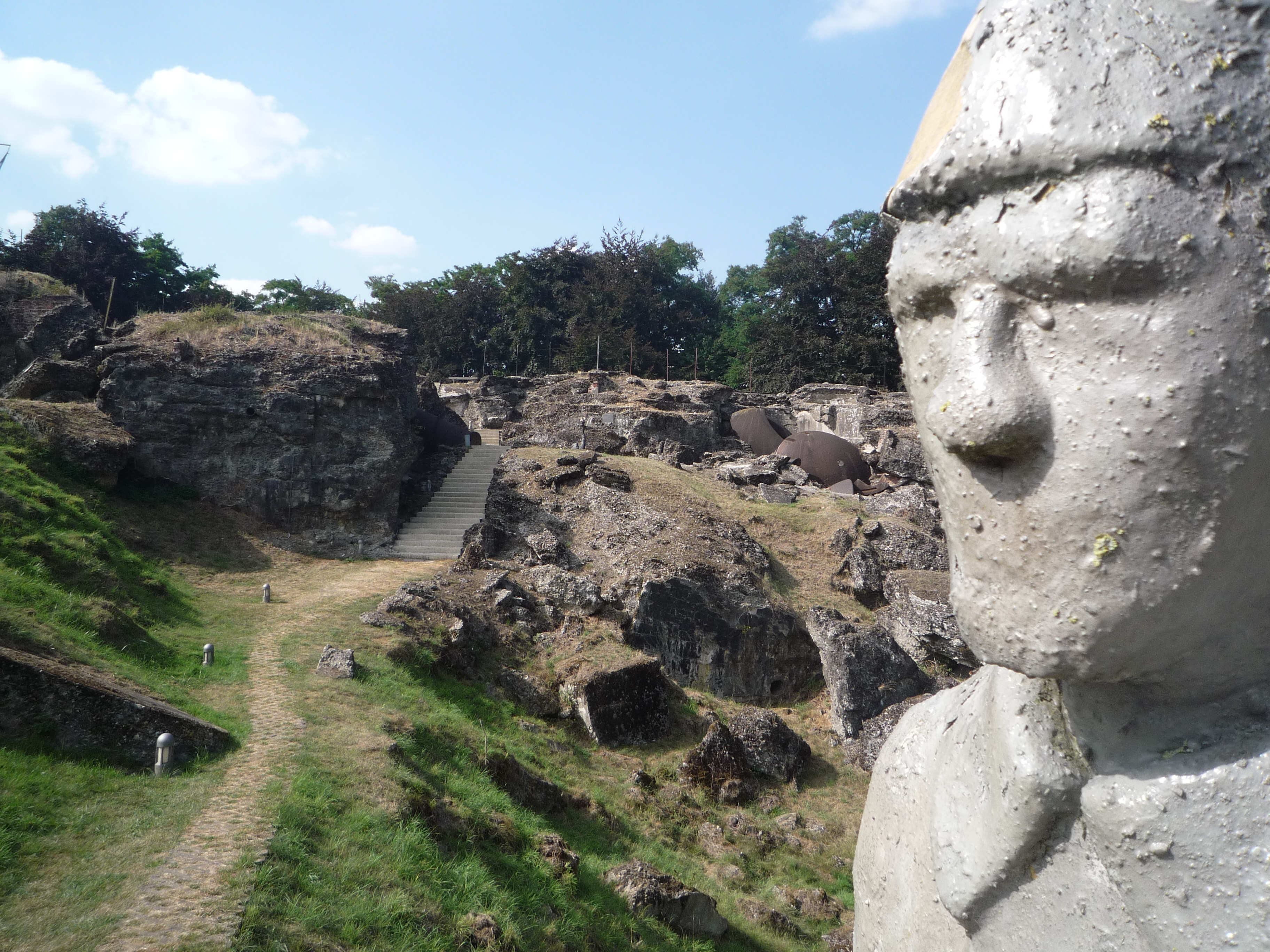
Dessus du fort et sa nécropole
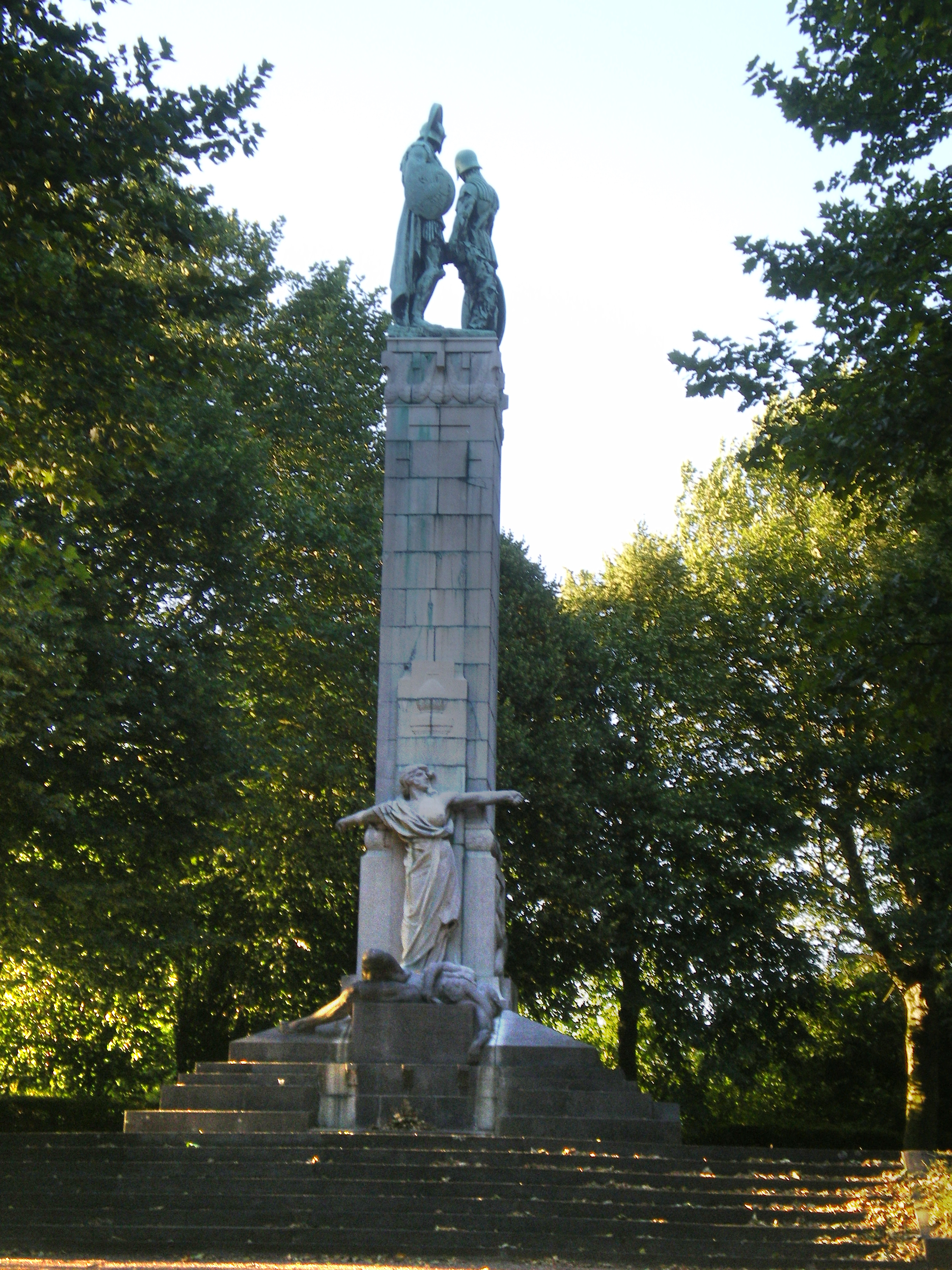
Monument commémoratif

## Le monument commémoratif
Après la guerre, la fin tragique du fort suscita des sentiments d'admiration et de reconnaissance envers les défenseurs du fort. Une souscription publique permit l'érection d'un monument que le roi Albert Ier vint inaugurer le 15 août 1923.
Ce monument est dû au ciseau du sculpteur liégeois Georges Petit. Les personnages au sommet d'une tour de 18 m de hauteur sont en bronze (3 m) et sont un légionnaire romain et un hoplite grec qui représentent l'hommage des guerriers antiques aux défenseurs de Loncin. Ceux de la base représentent une femme aux bras étendus avec, à ses pieds, un soldat mort au glaive brisé. Ils symbolisent Liège se dressant contre les envahisseurs. Sur la face arrière, on peut voir le commandant Victor Naessens en médaillon.
On peut lire la mention suivante : « Passant... va dire à la Belgique et à la France qu'ici 550 Belges se sont sacrifiés pour la défense de la liberté et le salut du monde. »  Il s'agit des paroles du général français Malleterre.

## Le Fort de Loncin de nos jours
Le Fort de Loncin est depuis le 15 août 1914 une nécropole et un lieu de mémoire. Sur les 500 hommes qui formaient la garnison, la plupart reposent encore aujourd'hui sous les décombres. Les corps qui ont pu être dégagés ont été inhumés dans une crypte installée dans le coffre de tête.
En octobre 2007, lors d'une vaste campagne de déminage du fort, 3 500 obus, représentant 142 tonnes de munitions, ont été remontés à la surface.
« Ce n'était absolument pas le but, mais lors de cette opération de déminage, on a retrouvé les dépouilles de 25 soldats », a expliqué Fernand Moxhet, président de l'ASBL gestionnaire du fort. « Mais aussi des pièces de monnaie en très bon état, des restes d'uniforme, et même une gourde contenant encore du lait qui n'avait même pas caillé ! », a ajouté M. Moxhet.
Quatre des dépouilles ont pu être identifiées, grâce à une alliance, une chevalière, un numéro de matricule et un pistolet. Il s'agit des soldats De Bruycker, Armand Désamoré, Louis Noé et René Halain. Tous les quatre, ainsi que leurs 21 frères d'armes anonymes, ont été inhumés, lors d'une commémoration exceptionnelle de l'explosion du fort, le 15 août 2008 dans la crypte du fort, où reposent déjà, depuis 1921, 43 soldats.
« C'est un événement exceptionnel pour l'armée qui a donc suscité une commémoration exceptionnelle », souligne le commandant militaire de la province de Liège, le colonel BEM Thierry Babette.
L'évêque de Liège, Aloys Jousten, a célébré une messe en présence de détachements du 1er régiment d'artillerie et du 12e de ligne, représentant les unités des soldats morts dans le fort.
À l'issue de celle-ci, un cortège s'est rendu sur le lieu de l'explosion pour la cérémonie d'hommage et les salves d'honneur. Les quatre soldats identifiés seront également décorés à titre posthume de la médaille de la victoire, de l'Ordre de Léopold, de la médaille de la guerre 1914-1918 et de la Croix de guerre 1914-1918.
Depuis fin 2007, le site du fort de Loncin est équipé d'un nouveau système élaboré d'audio-guidage automatique. Le coût des nouveaux aménagements s'est élevé à près de 1 800 000 euros (subsides octroyés par le FEDER (Fonds européen de développement régional), la Région wallonne et la commune d'Ans). Le site est certainement l'un des plus intéressants témoignages de fortification de la fin du XIXe siècle en Belgique, étant donné qu'il est le seul du genre (sur les 21 forts construits pour la défense de la vallée de la Meuse) à posséder encore tous ses équipements d'origine (coupoles cuirassées, canons, etc.).
Une rue a été nommée en l'honneur de l'officier qui commandait le fort, le commandant Naessens.